# Reinhold Einwallner

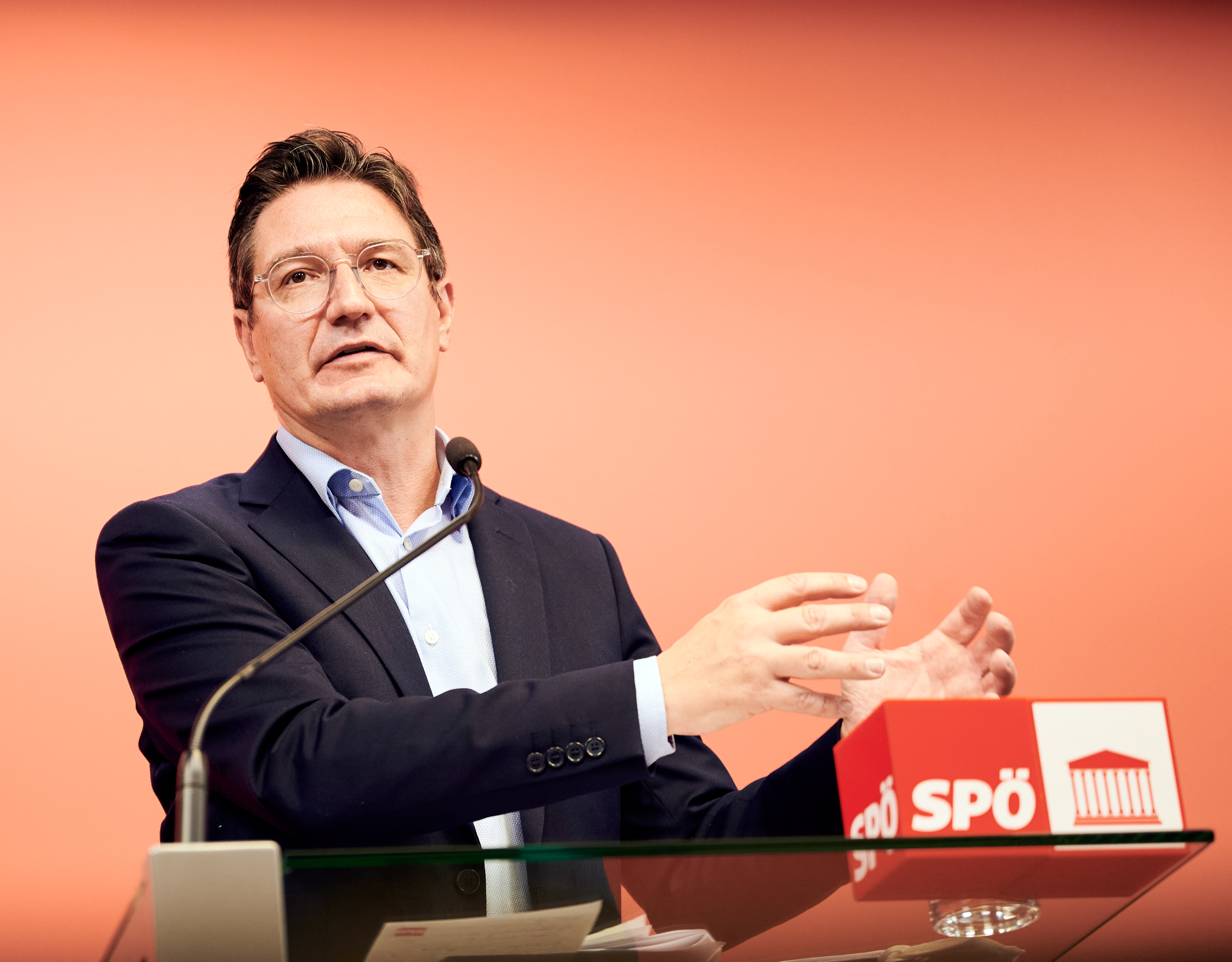
Reinhold Einwallner (2021)

Reinhold Einwallner (* 13. Mai 1973 in Bruck an der Mur) ist ein österreichischer Politiker der SPÖ. Von 2017 bis Oktober 2024 war er Abgeordneter zum österreichischen Nationalrat. Von 2004 bis 2009 war er aus dem Bundesland Vorarlberg entsandtes Mitglied des Bundesrates, von 2014 bis 2017 Abgeordneter zum Vorarlberger Landtag.

## Ausbildung und Beruf
Nach der Hauptschule besuchte Reinhold Einwallner zunächst von 1987 bis 1988 den Polytechnischen Lehrgang und erlernte anschließend den Lehrberuf des Optikers. Ab 1994 besuchte Einwallner die Höhere Lehranstalt für Optometrie in Hall in Tirol. Nach seinem erfolgreichen Schulabschluss 1997 erhielt er 2001 die Berufsbezeichnung „Ingenieur“ verliehen. Seit 2003 ist Reinhold Einwallner selbständiger Optikermeister. Im selben Jahr besuchte er auch den Universitätslehrgang „Personal- und Organisationsentwicklung“ an der Leopold-Franzens-Universität in Innsbruck.

## Politischer Werdegang
Erste Erfahrungen in der Politik sammelte Einwallner im Jahr 1989 als Jugendreferent der SPÖ in Trofaiach, währenddessen er auch in der Jungen Generation der SPÖ Steiermark mitarbeitete. Seit 1999 ist Einwallner Gemeindevertreter in seinem Heimatort Hörbranz, wo er im Jahr 2005 auch die Führung der sozialdemokratischen Fraktion in der Gemeindevertretung übernahm. Seit dem Jahr 2003 ist Einwallner Vorstandsmitglied im Sozialdemokratischen Wirtschaftsverband Vorarlberg. 
Nach der Landtagswahl in Vorarlberg 2004 wurde Einwallner vom neu gewählten Vorarlberger Landtag in den Bundesrat nach Wien entsandt. Dort wurde er am 5. Oktober 2004 als neuer Bundesrat angelobt. Nachdem die SPÖ bei der fünf Jahre darauf folgenden Landtagswahl jedoch drei ihrer ursprünglich sechs Mandate verlor und damit das schlechteste Ergebnis seit dem Bestehen der sozialdemokratischen Partei in Vorarlberg verbuchen musste, verlor die Partei auch ihr Anrecht auf die Entsendung eines Bundesrates. Einwallner wurde in seiner Funktion als Bundesrat deshalb am 13. Oktober 2009 von der neuen FPÖ-Bundesrätin Cornelia Michalke abgelöst. Infolgedessen wurde Einwallner am 1. März 2010 Geschäftsführer der SPÖ-Landesorganisation in Vorarlberg.
Nach der Landtagswahl 2014 wurde Reinhold Einwallner am 15. Oktober 2014 als Abgeordneter zum Vorarlberger Landtag angelobt. Dieses Mandat legte Einwallner mit 31. Oktober 2017 nieder, um das bei der Nationalratswahl 2017 erreichte SPÖ-Grundmandat im Landeswahlkreis Vorarlberg anzunehmen. Am 9. November 2017 wurde er erstmals als Abgeordneter zum Nationalrat angelobt. Im Zuge der vorgezogenen Nationalratswahl 2019 wurde Einwallner im Mai 2019 von der SPÖ Vorarlberg als deren Landes-Spitzenkandidat nominiert. Bei der Wahl gelang es Einwallner erneut, über ein Grundmandat im Landeswahlkreis Vorarlberg für die SPÖ in den Nationalrat einzuziehen.
Im März 2024 kündigte Einwallner an, bei der im Herbst desselben Jahres stattfindenden Landtagswahl in Vorarlberg 2024 erneut als Abgeordneter für den Vorarlberger Landtag kandidieren zu wollen und nicht erneut zur Kandidatur bei der fast zeitgleich stattfindenden Nationalratswahl anzutreten.